# Đất nước trọn niềm vui
"Đất nước trọn niềm vui" là ca khúc do cố nhạc sĩ Hoàng Hà sáng tác năm 1975, trong bối cảnh đất nước Việt Nam đang sục sôi ngày vui thống nhất khi chiến dịch Hồ Chí Minh đang tiến gần đến ngày thắng lợi cuối cùng. Ca khúc được sáng tác và thu âm trong cùng ngày 26 tháng 4 năm 1975 và ngay ngày hôm sau, 27 tháng 4 năm 1975, ca khúc đã được thu âm và đã được phát đi khắp cả nước lần đầu tiên trên sóng truyền thanh của Đài Tiếng nói Việt Nam do giọng ca của NSND Trung Kiên.
Ca khúc theo dòng nhạc cách mạng, được miêu tả là một khúc ca hùng hồn tràn ngập niềm hân hoan tột cùng của cả dân tộc mừng vui chiến thắng, khí thế hoành tráng, tưng bừng, sống động của ngày đất nước ca khúc khải hoàn.
Ca khúc từ lâu đã trở thành một trong những bài về ngày toàn thắng phổ biến và thành công nhất trong lịch sử âm nhạc Việt Nam. Ca khúc cũng đã là một trong những sáng tác tiêu biểu của cố nhạc sĩ Hoàng Hà trong suốt sự nghiệp của mình, cùng với những tuyệt tác khác như Côn Đảo, Gặp nhau trên đỉnh Trường Sơn. Bản gốc đầu tiên năm 1975 được thu âm là do NSND Trung Kiên trình bày. Cho đến nay, đã có hàng chục nghệ sĩ đã tham gia trình bày và phối lại ca khúc này, tiêu biểu là các nam nghệ sĩ như NSND Quang Thọ, NSƯT Quang Lý, Đăng Dương, NSND Tạ Minh Tâm, Đàm Vĩnh Hưng, Nguyễn Phi Hùng,... Ca khúc cũng đã tham gia hàng trăm sự kiện lớn nhỏ, cùng với việc được phát hành lại rất nhiều lần trên các sản phẩm âm nhạc của các hãng băng đĩa tại Việt Nam.

## Bối cảnh sáng tác và thu âm ca khúc
Vào thời điểm Chiến dịch Hồ Chí Minh diễn ra, nhạc sĩ Hoàng Hà đang có công tác ở Phòng nhạc thiếu nhi tại Ban Văn nghệ Đài Tiếng nói Việt Nam. Nhờ đó, ông được tiếp xúc với những thông tin nóng nhất về tình hình chiến sự tại miền Nam. Trong những ngày mà khả năng chiến thắng cuối cùng đã hiện rõ, đặc biệt từ 1 tháng 4 năm 1975, ông đã viết hàng chục ca khúc đã được phát đi trên 2 làn sóng của Đài Tiếng nói Việt Nam và Đài Phát thanh Giải phóng như Sục sôi cách mạng, Hát trên đường phố giải phóng, Hội toàn thắng... Khi có thông tin nhanh rằng các đơn vị Quân Giải phóng miền Nam sau khi giải phóng liên tục các tỉnh Nam Trung bộ đang tiến đến gần Nha Trang thì ca khúc "Chào Nha Trang giải phóng" đã ra đời mà sau này đã được lấy làm nhạc hiệu của Đài Phát thanh và Truyền hình Khánh Hòa.
| “                  | "Thật là một thời điểm kỳ lạ, mà suốt cuộc đời sáng tác của tôi chưa bao giờ làm được. Chính là các chiến công thần kỳ của quân và dân ta năm ấy đã làm cho mỗi người đều cảm thấy mình như lớn lên, tìm được những cảm xúc mạnh mẽ chưa từng thấy." | ” |
| — Nhạc sĩ Hoàng Hà | |   |

Ngày 26 tháng 4 năm 1975, Đài Tiếng nói Việt Nam phát tuyên bố về việc Quân Giải phóng miền Nam đang ồ ạt tiến về Sài Gòn. Trong thời điển chiến thắng cận kề, ngay trong đêm đó, nhạc sĩ Hoàng Hà đã viết bài Đất nước trọn niềm vui.
| “                  | "Tôi viết Đất nước trọn niềm vui trong đúng một đêm (26/4/1975) tại căn nhà ở Yên Phụ, gần Hồ Tây, Hà Nội. Khi ấy, cảm xúc cao trào, bỗng bật ra giọng hò Đồng Tháp của chị văn công giải phóng năm nào cứ vút cao đưa tâm hồn tôi bay lên, say trong không gian của non sông anh hùng ngày hoàn toàn giải phóng!". | ” |
| — Nhạc sĩ Hoàng Hà | |   |

Sau khi viết xong, ông cùng con trai lớn của mình, NSƯT Hoàng Lương, hát say sưa suốt đêm. Sáng hôm sau, tức ngày 27 tháng 4 năm 1975, ông đem bài hát thông qua Ban biên tập Văn nghệ Đài Tiếng nói Việt Nam. Bấy giờ phụ trách Tổ biên tập Nhạc Đài Tiếng nói Việt Nam là nhạc sĩ Nguyễn An đã đọc và ký duyệt ngay bài hát, rồi giao cho Nhà hát Giao hưởng dàn dựng để thu âm. Nghệ sĩ Trung Kiên là người được chọn để thu âm bản ghi đầu tiên này.
| “                  | "Nhạc sĩ Nguyễn An lúc đó là Tổ trưởng tổ Biên tập nhạc đọc và duyệt, rồi giao ngay cho nhà hát Giao hưởng. Anh Trung Kiên nhận bài xem ngay tại chỗ, còn anh Đỗ Dũng thì kê tập giấy nhạc lên mặt trống Tem-ban phối khí ngay trong phòng thu, các anh chị trong tốp nhạc xúm lại chép liền. Tôi dự buổi thu thanh, nghe mà cảm phục anh Trung Kiên sao lại có sự đồng cảm đến thế. Giọng hát của anh đã thực sự chắp cánh cho bài hát của tôi bay lên, hoàn toàn như tôi đã tưởng tượng một ngày miền Nam hoàn toàn giải phóng và đất nước thống nhất" | ” |
| — Nhạc sĩ Hoàng Hà | |   |

## Cấu tạo bài hát
Theo lời thuật của chính nhạc sĩ, vào thời điểm đêm 26 tháng 4, thực sự vẫn chưa có rừng cờ chiến thắng, niềm vui "đi trong muôn ánh sao vàng cờ đỏ tung bay", mà chỉ là những dự cảm của riêng ông, nhưng cũng là niềm tin tuyệt đối của mọi người dân Việt Nam sống trong thời kỳ lịch sử ấy.
Ông cũng đính chính mình chưa từng một lần đặt chân vào đất Sài Gòn khi viết ca khúc này.
| “                  | "Mãi đến năm 1977, tôi mới tận mắt trông thấy Sài Gòn. Hồi đó, từ giữa tháng 4 năm 1975, không khí Hà Nội quanh tôi rất sôi động. Trong cơ quan Đài Tiếng nói Việt Nam, chúng tôi theo dõi tình hình chiến sự từng giờ từng phút, ai cũng náo nức, rạo rực. Đường phố cũng như vậy, tràn ngập một không khí phấn khởi, rộn ràng." ... "Nhiều hôm, sau giờ làm việc tôi không về nhà mà ở lại cơ quan để tiếp cận với tin tức nhanh hơn, đầy đủ hơn. Nhưng nếu chỉ có cảm xúc trong bối cảnh ở Hà Nội, thì chắc bài hát đã có một hình dạng khác. Viết được Đất nước trọn niềm vui cũng là cả một quá trình." | ” |
| — Nhạc sĩ Hoàng Hà | |   |

Ca khúc được miêu tả là một bài theo dòng nhạc cách mạng, và bản nhạc gốc của NSND Trung Kiên thu âm có độ dài 5 phút 17 giây.
Ca khúc cũng từng được miêu tả là "một khúc ca hùng hồn tràn ngập niềm hân hoan tột cùng của cả một dân tộc mừng vui chiến thắng, khí thế hoành tráng, tưng bừng, sống động của ngày đất nước ca khúc khải hoàn". Ca khúc được viết ở cung Fa trưởng nhịp 2/4 là một ca khúc thấm đẫm chất hành khúc toát lên bởi giai điệu khỏe khoắn, hân hoan, hùng tráng, đoạn kết được tác giả chắt lọc những nốt liền mạch ở cao độ Sól - lá qua Fá trong trường độ kéo dài nhiều nhịp, tạo nên sự hợp lý ở cả ý nghĩa ca từ và hình ảnh âm nhạc.
Nhiều đoạn ca từ của bài hát đã trở nên rất phổ biến, giống như những đoạn: "Ta đi trong muôn ánh sao vàng, rừng cờ tung bay! Rộn ràng bao mê say những bước chân dồn về đây. Sài Gòn ơi! Vững tin đã bao năm rồi một ngày vui giải phóng. Ta nghe như vang tiếng Bác Hồ dậy từ non sông! Rạo rực sao hôm nay, Bác vui với hội toàn dân..." hay "Hội toàn thắng náo nức Đất nước/Ta muốn bay lên say ngắm sông núi hiên ngang... Ta muốn ôm hôn mỗi tấc đất quê hương"...
NSND Trọng Bằng – Tổng thư ký Hội Nhạc sĩ Việt Nam đã có lần nhận xét: ""Ta muốn bay lên" niềm vui lớn quá làm cho con người như "bay lên" khỏi mặt đất để nhìn tới được nơi đang chiến thắng, nhìn trước được ngày toàn thắng".
Nhạc sĩ – NSƯT Hoàng Lương, con trai của tác giả, có nói: "Chỉ một chữ 'trọn' trong nhan đề bài hát mà tôi thấy kính phục cha mình quá. Phải sống dưới bom Mỹ, bị mảnh bom găm cả vào gối ngủ như gia đình tôi trong đêm Hà Nội năm ấy thì mới càng hiểu ý nghĩa của chữ 'trọn' trong trọn vẹn niềm vui ấy! Vì trước đó, miền Bắc được sống trong hòa bình, ai cũng thấy vui và tin tưởng nhưng 'trọn' niềm vui lớn lao đúng nghĩa thì phải đến 30/4/1975, khi miền Nam hoàn toàn giải phóng, thống nhất đất nước."

## Ra mắt lần đầu
Sau khi sáng tác ngay trong đêm 26 tháng 4 và thu âm bởi Nhà hát Giao hưởng và NSND Trung Kiên vào ngày 27 tháng 4, thì sáng ngày 1 tháng 5 năm 1975, nó đã được phát đi trên sóng Đài Tiếng nói Việt Nam ở Thủ đô Hà Nội cùng với bài Như có Bác trong ngày vui đại thắng của nhạc sĩ Phạm Tuyên.

## Sự đón nhận và sức ảnh hưởng
Ca khúc từ lâu đã trở thành một trong những bài về ngày toàn thắng phổ biến và thành công nhất trong lịch sử âm nhạc Việt Nam. Ca khúc cũng đã là một trong những sáng tác tiêu biểu của cố nhạc sĩ Hoàng Hà trong suốt sự nghiệp của mình, cùng với những tuyệt tác khác như Côn Đảo, Gặp nhau trên đỉnh Trường Sơn. Cho đến nay, đã có hàng chục nghệ sĩ tham gia trình bày và phối lại ca khúc này, tiêu biểu là các nam nghệ sĩ như NSND Quang Thọ, NSƯT Quang Lý, Đăng Dương, NSND Tạ Minh Tâm, Đàm Vĩnh Hưng, Nguyễn Phi Hùng,... Ca khúc cũng đã tham gia hàng trăm sự kiện lớn nhỏ, cùng với việc được phát hành lại rất nhiều lần trên các sản phẩm âm nhạc của các hãng băng đĩa tại Việt Nam.
Và cũng chính từ bài hát này đã thôi thúc con trai ông từ bỏ ước mơ trở thành nhà văn, họa sĩ, hoặc lái xe để trở thành nhạc sĩ. Bài hát đã được Đài Tiếng nói nhân dân Thành phố Hồ Chí Minh và chương trình phát thanh của Đài Phát thanh – Truyền hình tỉnh Bà Rịa – Vũng Tàu (FM 92 MHz) lấy làm nhạc hiệu.
Đoạn dạo nhạc của ca khúc được sử dụng làm nhạc nền của đội thập niên 70 chương trình Ký ức vui vẻ.